# Éclaron-Braucourt-Sainte-Livière
Éclaron-Braucourt-Sainte-Livière é uma comuna francesa na região administrativa de Grande Leste, no departamento de Haute-Marne. Estende-se por uma área de 57.7 km². Em 2010 a comuna tinha 2 073 habitantes (densidade: 35,9 hab./km²).